# Skenderija
Skenderija je sportovně-kulturně-obchodní centrum v Sarajevu. Vybudováno bylo v roce 1969. Nachází se na levém břehu řeky Miljacky. Celková užitná plocha centra činí 70 000 m². Součástí areálu je sál zimních sportů Mirzy Delibašić a Dům mládeže.

## Historie
Skenderija nese svůj název podle Skender-paši, který na místě současné haly nechal vybudovat v roce 1499 tržiště s 11 stánky, zájezdní hostinec (karavanseraj) a tekke. Jeho syn Mustafa beg Skenderpašić zde poté nechal zbudovat v roce 1518 mešitu, která se však po několika desítkách letech zhroutil a dochoval se jen její minaret.
V 60. letech 20. století řešili představitelé města Sarajeva problém s nedostatkem sportovišť ve městě. Nacházel se zde nepříliš vyhovující fotbalový stadion bez tribun a staré domy, které byly v nepříliš uspokojivém stavu. Skenderija byla specifická lokalita s nízkými domy, mnohdy ještě z období turecké nadvlády.
I proto padlo rozhodnutí právě zde vybudovat nové sportovní centrum. V roce 1960 byl původní minaret historické mešity zbořen. Nové sportovní centrum navrhl prominentní[zdroj?] jugoslávský architekt Živorad Janković, který se podílel na návrzích řady dalších staveb tohoto typu po celé zemi. Stavba centra byla dokončena dne 29. listopadu 1969 (na den republiky). Slavnostní otevření doprovázelo promítání filmu Bitva na Neretvě. V souvislosti se zimními olympijskými hrami v roce 1984, které se konaly v Sarajevu, byla jednak vybudována nová hala (Zetra), zároveň byla původní Skenderija rozšířena a zmodernizována.
Během války v Bosně a Hercegoviny byla hala ostřelována granátomety. Většina areálu se dochovala bez závažnějších škod, původní Dům mládeže vyhořel. Poté byla hala zprivatizována a na začátku 21. století opět rekonstruována. V roce 2012 se střecha haly pro zimní sporty zhroutila pod náporem napadaného sněhu.